# J.A. Preston
J.A. Preston (Washington D.C., 13 november 1932) is een Amerikaans acteur.

## Carrière
Preston begon in 1971 met acteren in de film Mississippi Summer. Hierna heeft hij nog meerdere rollen gespeeld in films en televisieseries zoals All's Fair (1976-1977), Roots: The Next Generations (1979), Body Heat (1981), Hill Street Blues (1982-1985), Dallas (1986-1987), Santa Barbara (1987-1988), Fire Birds (1990), A Few Good Men (1992), Harvest of Fire (1996) en Air Force One (1997). In 2006 heeft hij voor het laatst geacteerd, wat hij hierna gedaan heeft is niet bekend.

## Filmografie

### Films
Uitgezonderd korte films.
- 2006 Sweet Deadly Dreams – als Mott
- 1997 Air Force One – als generaal in het Witte Huis
- 1997 Contact – als senator
- 1996 Harvest of Fire – als sheriff Garrison
- 1994 A Perry Mason Mystery: The Case of the Lethal Lifestyle – als man
- 1994 MacShayne: Winner Takes All – als Pete Webb
- 1993 Nick's Game – als sergeant William Twiford
- 1992 A Few Good Men – als rechter Julius Alexander Randolph
- 1992 Captain Ron – als magistraat
- 1992 Steel Justice – als Jeremiah J. Jones
- 1991 Aftermath: A Test of Love – als rechercheur Boland
- 1990 The Court-Martial of Jackie Robinson – als Wendell Smith
- 1990 Narrow Margin – als Martin Larner
- 1990 Fire Birds – als generaal Olcott
- 1987 Desperate – als Wiggee
- 1986 The George McKenna Story – als mr. McKenna
- 1985 Remo Williams: The Adventure Begins – als Conn MacCleary
- 1981 Body Heat – als Oscar Grace
- 1981 The White Lions – als Aniel
- 1980 High Noon, Part II: The Return of Will Kane – als Alonzo
- 1980 The Plutonium Incident – als dr. Samuels
- 1979 Americathon – als Morty
- 1979 Real Life – als dr. Ted Cleary
- 1976 Silver Streak – als ober
- 1976 Two-Minute Warning – als politieagent
- 1973 The Spook Who Sat by the Door – als Dawson
- 1971 Mississippi Summer – als ??

### Televisieseries
Uitgezonderd eenmalige gastrollen.
- 1996 Chicago Hope – als rechter Rodney Helpurn – 2 afl.
- 1992 – 1995 Martin – als dr. Cliff Waters – 2 afl.
- 1990 Midnight Caller – als Buchanan – 2 afl.
- 1987 – 1988 Santa Barbara – als Richard Matthews – 15 afl.
- 1986 – 1987 Dallas – als Leo Daltry – 9 afl.
- 1982 – 1985 Hill Street Blues – als Ozzie Cleveland – 13 afl.
- 1976 – 1977 All's Fair – als Allen Brooks – 24 afl.